# 909の恐怖
『909の恐怖』（きゅうひゃくきゅうのきょうふ）は、CDサイズの文庫本。1991年ディスカヴァー・トゥエンティワンから出版された。

## 概要
「あなたの怖いものは何ですか?」「どんな時に怖いと感じますか?」等の日常にありそうな事を掲載したシュールな構成。
怖いと感じさせる物、恐怖を想起させるシチュエーション、言われて怖かった一言、ごく短いホラーストーリー等を混然と収録している。